# Про це говорить вся махалля
«Про це говорить вся махалля» (узб. «Mahallada duv-duv gap / Маҳаллада дув-дув гап») — радянський художній фільм режисера  Шухрата Аббасова. Фільм створений на кіностудії «Узбекфільм» в 1960 році. Вважається одним з найкращих узбецьких фільмів.

## Сюжет
У фільмі розповідається про те, як в одному з кварталів старої частини Ташкента (Махаллі) будуються сучасні житлові будинки. Герої фільму — сім'ї будівельників: муляр з дружиною і дочкою Саййорою, старенька Мехріхон, син якої Азімджан завершує навчання в Москві і завідувач складом Арслан з сином-кранівником Умаром. Після закінчення навчання Саййора потайки від рідних йде на завод. Сусідки намагаються втрутитися в її долю. Старенька Мехріхон хоче одружити на ній сина, а дружина Арслана — свого сина. Після ряду непорозумінь виявляється, що Азімджан вже одружився в Москві, а син Арслана Умар закоханий в Уміду, що працює з ним на будівництві. Молодь допомагає Умару подолати опір батьків і одружитися з Умідою. Щасливі сім'ї переселяються з Махаллі, в тільки що збудований будинок.

## У ролях
- Халіда Ісхакова — Саййора, дублювала Марія Виноградова
- Р. Мадрахімова — Азіза
- Хамза Умаров — Умар, дублював Анатолій Кузнецов
- Тулкун Таджиєв — Махмуд, дублював Віктор Маркін
- Лютфі Саримсакова — Мехрінісо, дублювала Ада Войцик
- Ікрама Балтаєва — Халіма
- Марьям Якубова — Ойпашша, дублювала Марина Фігнер
- Раззак Хамраєв — усто Шаріф, дублював Олексій Алексєєв
- Рахім Пірмухамедов — Арслан, дублював Костянтин Тиртов
- Роза Різамухамедова — Уміда, дублювала Антоніна Кончакова
- Сагді Табібуллаєв — Дамулла, провісник
- А. Алієв — Азімджан, дублював Віктор Файнлейб
- Гані Агзамов — епізод
- Назіра Алієва — епізод
- Сайфі Алімов — Алі
- Лола Карімова — епізод
- Шахбоз Нізамеддінов — епізод
- Ташхан Султанова — епізод
- Джура Таджиєв — епізод
- Н. Таліпов — епізод
- Г. Хасанова — епізод
- М. Холматова — епізод
- Н. Ешмухамедов — епізод

## Знімальна група
- Режисер — Шухрат Аббасов
- Сценаристи — О. Рамазанов, Б. Рест
- Оператор — Валерій Владимиров
- Композитор — Манас Левієв